# Иоганна (графиня Пфирта)
Иоганна фон Пфирт (Жанна де Феррет, нем. Johanna von Pfirt, фр. Jeanne de Ferrette; около 1300, Базель — 15 ноября 1351, Вена) — графиня Пфирта в своём праве (с 1324 года) и герцогиня Австрии как супруга Альбрехта II (с 1330 года).

## Биография
Старшая дочь Ульриха III, графа Пфирта (1281—1324) и его супруги Жанны Бургундской (1284—1349), дочери Рено, графа Монбельяра, и Гиллеметты Нёвшательской.

### Наследница Пфирта
Когда в 1321 году умер Рено Бургундский, последний граф Монбельяра из династии Шалон-Арле, его дочь Жанна де Монбельяр (мать Иоганны) унаследовала владения своего отца. У Жанны и Ульриха III было четыре дочери, но не было сыновей. Когда граф Ульрих умер в марте 1324 года, он оставил большие поместья в эльзасском Сундгау, в южных горах Вогезы (со стратегически важными Бургундскими воротами) и в северных предгорьях Юры. Ульриху наследовали две его дочери, Иоганна и её младшая сестра Урсула (1315—1367).
Герцог Австрии Леопольд I, был главой дома Габсбургов после смерти своего отца, короля Германии Альбрехта I в 1308 году. Он сосредоточился на правлении семейными владениями в Передней Австрии в Швабии, в то время как его брат Фридрих Красивый бросил вызов королю Людовиком Баварским. Узнав, что дочь покойного графа Пфирта всё ещё не замужем, Леопольд отправил своего младшего брата Альбрехта II просить руки Иоганны у её матери. Будучи наследницей земель Пфирта, Иоганна была выгодной партией. Иоганна уступила свои владения (включая город Бельфор) будущему супругу, благодаря чему дому Габсбургов смог добавить к своим швабским владениям большую территорию в Южном Эльзасе. Брачный договор между Иоганной и герцогом Леопольдом был подписан 17 марта в Тане.
Вскоре мать Иоганны вышла замуж за Рудольфа Хессо, маркграфа Бадена, и родила ещё двух дочерей: Маргариту и Адельгейду.

### Герцогиня Австрии
Иоганна вышла замуж за Альбрехта II в Вене 26 марта 1324 года. Поначалу супружеская жизнь не была счастливой. На момент брака Иоганна считалась уже немолодой для рождения первого ребёнка. У супругов были дети в первые годы брака, однако все они прожили недолго (все пять детей похоронены в соборе Святого Стефана в Вене).
Альбрехт II стал герцогом Австрии и Штирии после смерти Фридриха Красивого в 1330 году. В то же время он заболел полиартритом, который парализовал его ноги, что, по всей видимости, исключало возможность рождения наследников. Ища божественной помощи, в 1337 году герцог отправился в паломничество в Кёльн и Ахен. Два года спустя, когда Иоганне было уже под сорок, она родила сына Рудольфа. За следующие 12 лет герцогиня родила ещё пятерых детей.
Иоганна считалась мудрой и благоразумной женщиной, она была одарённым политиком с живым умом. В 1336 году Иоганна выступила посредником между домом Габсбургов и молодым домом Люксембургов при заключении соглашения о наследстве покойного герцога Каринтии.
Когда Иоганне был 51 год, она родила своего последнего ребёнка, сына Леопольда, и вскоре умерла. Она похоронена в Гаминг Чартерхаус вместе со своим мужем и невесткой Елизаветой Люксембургской.

## Дети
Выжившие дети Иоганны и Альбрехта:
- Рудольф IV (1339—1365), герцог Австрии. Был женат, потомства не оставил.
- Катарина (1342—1381), аббатиса монастыря Санта-Клара в Вене.
- Маргарита (1346—1366), замужем:

∞ (1359) Мейнгард III, герцог Верхней Баварии
∞ (1364) Иоганн Генрих, маркграф Моравии
- Фридрих III (1347—1362), герцог Каринтии. Не был женат, потомства не оставил.
- Альбрехт III (1348—1395), герцог Австрии. Был женат, оставил потомство.
- Леопольд III (1351—1386), герцог Австрии. Был женат, оставил потомство.